# Ledeč nad Sázavou
Ledeč nad Sázavou är en stad i Tjeckien.   Den ligger i regionen Vysočina, i den centrala delen av landet, 80 km sydost om huvudstaden Prag. Ledeč nad Sázavou ligger 358 meter över havet och antalet invånare är 6 048.
Terrängen runt Ledeč nad Sázavou är platt åt nordväst, men åt sydost är den kuperad. Ledeč nad Sázavou ligger nere i en dal. Runt Ledeč nad Sázavou är det ganska tätbefolkat, med 83 invånare per kvadratkilometer. Närmaste större samhälle är Humpolec, 18,0 km söder om Ledeč nad Sázavou. I omgivningarna runt Ledeč nad Sázavou växer i huvudsak blandskog.